# Louis Persinger
Louis Persinger (Rochester, 11 febbraio 1887 – New York, 31 dicembre 1966) è stato un violinista e insegnante statunitense.

## Biografia
Persinger iniziò a studiare violino con professori locali all’età di 10 anni.  Dopo due anni fu ammesso nella classe di Hans Becker al Conservatorio di Lipsia. Studìo anche il pianoforte (con Carl Beving) e la direzione d'orchestra (con Arthur Nikisch). Si diplomò nel 1904. Continuò a studiare con Eugène Ysaÿe a Bruxelles e con Jacques Thibaud in Francia. 
Nel corso dei successivi anni ricoprì incarichi in diverse orchestre. Fu la spalla dell’Orchestra Blüthner di Berlino, dell'orchestra del Théâtre Royal de la Monnaie di Bruxelles A ridosso di quegli anni, compì delle tournée in Germania, Austria e Danimarca (1910-11).
Per un breve periodo fu la spalla dei Berliner Philharmoniker e poi nel 1915, dopo aver deciso di ritornare negli Stati Uniti, fu nominato spalla della San Francisco Symphony Orchestra. A San Francisco diede anche lezioni private e tra gli allievi si ricordano Yehudi Menuhin, Ruggiero Ricci, Isaac Stern. Nel 1925 si trasferì a New York e cinque anni dopo diventò il successore di Leopold Auer alla Juilliard School. In questa istituzione formò la nuova generazione di violinisti tra cui Camilla Wicks, Guila Bustabo, Sonya Monosoff, Zvi Zeitlin, Fredell Lack, Almita Vamos, Arnold Eidus, Stephan Hero, Donald Erickson, Leonard Posner, Enrique Danowicz, Diana Cummings, Louise Behrend, Berl Senofsky. Nel 1957 diede alle stampe Why the violin?, un volume di didattica violinistica.
Nel corso della sua carriera Persinger suonò su diversi strumenti tra i quali lo Stradivari ‘Lipinski’ del 1715 ca., un Domenico Montagnana e un Nicolas Lupot. Fu direttore della Chamber Music Society. Mancò a New York il 31 dicembre 1966.

## Scritti
- Why the violin?, Cor Publishing Co., Massapequa New York, 1957